# Mabini (Pangasinan)
Pour les articles homonymes, voir Mabini.
Mabini est une municipalité des Philippines située dans l'ouest de l'île de Luçon, dans la province de Pangasinan.

## Subdivisions
Mabini est divisée en 16 barangays :
- Bacnit
- Barlo
- Caabiangaan
- Cabanaetan
- Cabinuangan
- Calzada
- Caranglaan
- De Guzman
- Luna (auparavant appelé Balayang[1])
- Magalong
- Nibaliw
- Patar
- Poblacion
- San Pedro
- Tagudin
- Villacorta